# Arrondissement di Dinan
L'arrondissement di Dinan è un 'arrondissement dipartimentale della Francia situato nel dipartimento delle Côtes-d'Armor, appartenente alla regione di Bretagna.

## Composizione
L'arrondissement è composto da 101 comuni raggruppati in 12 cantoni: 
- cantone di Broons
- cantone di Caulnes
- cantone di Collinée
- cantone di Dinan-Est
- cantone di Dinan-Ovest
- cantone di Évran
- cantone di Jugon-les-Lacs
- cantone di Matignon
- cantone di Merdrignac
- cantone di Plancoët
- cantone di Plélan-le-Petit
- cantone di Ploubalay